# Lucius Domitius Paris
Paris est un esclave de Domitia Lepida Minor qui devient suffisamment riche pour lui acheter sa liberté, ajoutant son praenomen et son cognomen à son propre nom pour créer son nom de citoyen Lucius Domitius Paris.  

## Complot et affranchissement
En retour, elle l'influence via Atimetus (un autre de ses affranchis) pour qu'il utilise sa faveur auprès de Néron lui-même pour le persuader que sa mère influente et populaire , Agrippine, complote pour le déposer. Cependant, Paris est si haut placé en faveur de Néron, amateur de théâtre, que même lorsque le complot échoue, lui seul parmi les conspirateurs n'est pas puni et est même déclaré libre (ingenuus) par l'empereur peu de temps après, obligeant Domitia à restituer la somme qu'elle avait acceptée pour l'affranchir. 

## Décès
Néron considère plus tard Paris comme un acteur rival et, en 67 apr. J.-C., mécontent que Paris refuse de lui apprendre l'art du mime, le fait mettre à mort.